# Волощук Мирослав Михайлович
Мирослав Михайлович Волощук (нар. 2 липня 1979, Черганівка, Івано-Франківська область УРСР) — український історик, доктор історичних наук, професор. Директор Центру медієвістичних студій ПНУ ім. Василя Стефаника. 
Займається дослідженням русько-угорських, русько-польських та русько-чеських історичних зв'язків доби Середньовіччя (ХІ–XIV ст.), історії Галича і Галицької землі (до 1772 р.), королівства Русі ХІІІ — першої чверті XV ст. Автор понад 150 різнопланових публікацій у виданнях України, Литви, Польщі, Росії, Румунії, Сербії, Словаччини, Угорщини та інших країн.

## Біографія
Народився Мирослав Волощук 2 липня 1979 р. у селі Черганівка Косівського району Івано-Франківської області УРСР (нині Україна) в родині вчителів. З 1985 по 1992 рр. навчався у ЗОШ с. Воскресінці Коломийського району, Івано-Франківської області. У 1992 р. вступив на навчання до Технічного ліцею № 14 м. Коломия Івано-Франківської області. У вересні 1995 р. — вступив на навчання до історичного факультету Прикарпатського університету імені Василя Стефаника.
Упродовж 1993—1996 рр. активно займався футболом, тренувався у Дитячо-юнацькій спортивній школі міста Коломиї під керівництвом Михайла Павловича Турянського. Виступав за юнацькі колективи команд «Сільмаш» та «Покуття» (Коломия), 1995 р. викликався до футбольної збірної Івано-Франківської області U-16[джерело?].
Під час навчання у Прикарпатському університеті імені Василя Стефаника упродовж 1998—2002 рр. працював на різних посадах у спортивно-оздоровчому комплексі «Смерічка» (Микуличин) під керівництвом Миколи Михайловича Сої[джерело?].
З 2000 по 2003 рр. — аспірант кафедри всесвітньої історії. 30 вересня 2005 р. у Чернівецькому національному університеті імені Юрія Федьковича захистив кандидатську дисертацію на тему: «Військово-політичні стосунки Угорського королівства з Галицьким та Галицько-Волинським князівством (кінець ХІІ–ХІІІ ст.)», науковий керівник Кугутяк Микола Васильович. Уже через 10 років 27 травня 2015 р. в Інституті українознавства ім. І. Крип'якевича Національної Академії наук України та Інституті народознавства Національної Академії наук України (Львів) — захистив докторську дисертацію на тему: «„Русь“ в Угорському королівстві (ХІ — друга половина XIV ст.): суспільно-політична роль, майнові стосунки, міґрації».

## Наукова діяльність
У вересні 2003 р. почав працювати при кафедрі всесвітньої історії в ПНУ ім. Василя Стефаника. У вересні 2016 р. отримав звання професор кафедри всесвітньої історії ПНУ ім. Василя Стефаника, а також visiting professor кафедри словацької історії Університету Коменського (Братислава, Словаччина) з 2018 р. Упродовж 2006—2013 рр. — керівник студентського гуртка «Фортеці Волині, Карпат і Прикарпаття доби Середньовіччя». На кафедрі всесвітньої історії заснував Центр медієвістичних студій (Centrum Studiorum Mediaevalium) у 2015 році.
Викладає історію Середніх віків і спецкурси «Міжнародні відносини середини V — середини XVII ст.: європейський вимір», «Русько-угорські історичні зв'язки доби Середньовіччя (ІХ–XIV ст.)», «Русько-польські відносини Х-XIV ст.», «Актуальні проблеми сучасної медієвістики», «Ґендерні студії з історії Русі Х–XIV ст.» та «Міграційні процеси та міжнародні відносини в Європі X—XV ст.», «Джерела до вивчення української історії в країнах Центрально-Східної Європи», «Методика підготовки і написання дисертаційної роботи з історії» та ін.
З 2010 р. — Мирослав Волощук редактор студентського періодичного видання «Студентські історичні зошити». Головний редактор першої серії збірника наукових праць «Галич» (2016—2020), другої серії цього ж збірника — із 2016 року. Головний редактор наукового і культурно-просвітнього краєзнавчого часопису «Галичина» з 2019 року, а також член редколегій інших українських та іноземних періодичних видань зокрема: «Studia Historica Europae Orientalis» (Мінськ, Білорусь) (2017—2022), «Записок Львівського медієвістичного клубу» (Львів, Україна) (з 2017), «Українська гунгаристика. Наукове періодичне видання» (Ужгород, Україна) (з 2019), «Українознавчих студій» (Івано-Франківськ, Україна) (з 2019), «Ukraina Lithuanica: студії з історії Великого князівства Литовського» (Київ, Україна) (з 2019), «Міжнародні зв'язки України: наукові пошуки і знахідки» (Київ, Україна) (з 2020), «Oblicza wojny» (Лодзь, Польща) (з 2020), «Faesciculi Archeologiae Historicae» (Лодзь, Польща) (з 2020), «Slovenský historický časopis» (Братислава, Словаччина) (з 2022), «Український історичний журнал» (Київ, Україна) (з 2023), «Journal of the Institute of Latvian History» (Рига, Латвія) (з 2024). 
Монографічні видавничі серії: «Monografie Pracowni Badań nad Dziejami Rusi Uniwersytetu Kazimierza Wielkiego w Bydgoszczy» (Бидґощ, Польща) (з 2023), «Christianity and Conversion in East Central, Eastern and Northern Europe, c. 800-1500», Peter Lang's book series (з 2024).
Член Українсько-угорської комісії істориків (з 2016).
Від 2019 р. — гарант Освітньо-наукової програми (ОНП) PhD доктор філософії для спеціальності «Історія та археологія» Прикарпатського національного університету імені Василя Стефаника.
Член спеціалізованих вчених рад по захисту дисертацій: Д 20.051.05 — 07.00.01 «Історія України», 07.00.05 «Етнологія» (2016—2019); Д 20.051.05 — 07.00.01 «Історія України», 07.00.05 «Етнологія» (2019—2022); Д 20.051.05 — 07.00.01 «Історія України», 07.00.02 «Всесвітня історія», 07.00.05 «Етнологія» (2022—2025) — Прикарпатського національного університету імені Василя Стефаника; а також — Д 35.051.12 — 07.00.01 «Історія України», 07.00.02 «Всесвітня історія» (2023—2026) Львівського національного університету імені Івана Франка.
Постійний співорганізатор проекту Colloquia Russica (2011—2019) (Ягеллонський університет, Краків, Польща)., а також присвяченої 755-річчю з часу коронації Данила Романовича (1200/1–1264) наукової конференції з міжнародною участю проведеної 19–21 грудня 2008 р. спільно зі Студіями Східної Європи Варшавського університету у Дорогочині (Польща); присвяченої 620-й річниці Віленсько-Радомської угоди Міжнародної наукової конференції «Гедиміновичі — литовська династія, її роль та впливи в історії Центрально-Східної Європи», проведеної 25–26 червня 2021 р. спільно з Інститутом Великого князівства Литовського (Каунас, Литва), Університетом імені Вітовта Великого (Вільнюс, Литва), Студіями Східної Європи Варшавського університету та Інститутом історії імені Тадеуша Мантойффля Польської Академії наук (Польща); VII–ІХ (2022–2024 рр.) Міжнародних наукових конференцій серії «Oblicza wojny» (на базі Лодзького університету у Польщі). Співорганізатор Літньої школи «Latvija-Ukraina: vēstures un kultūras krustpunkti / Латвія-Україна: на перехресті історії і культури» (1-5 серпня 2022 р., Рига, Латвія).
Мирослав Волощук — автор наукових статей в Локальній історії та Likbez. Історичний фронт
Офіційний опонент дисертаційних досліджень: 
Мателешко Юрій Павлович. Політико-адміністративний устрій Київської Русі ІХ — початку ХІІ століття. Дис. кандидата історичних наук, 07.00.01 — історія України. Ужгород: Ужгородський національний університет, 2008.
Гаврилишин Марія Романівна. Політичні і шлюбні зв'язки британських династій з Рюриковичами у ІХ–ХІ ст. Дис. кандидата історичних наук, 07.00.02 — всесвітня історія. Львів: Львівський національний університет імені Івана Франка, 2016.
Зубанич Ласлов Ласлович. Суспільно-політичний розвиток дворянських родин Північно-Східної Угорщини у 1526—1657 рр. Дис. кандидата історичних наук, 07.00.02 — всесвітня історія. Ужгород: Ужгородський національний університет, 2016.
Blanár Dominik. Dejiny Omodejovcov z rodu Aba. Bratislava: Univerzita Komenského, 2019.
Луцик Ірина Павлівна. Християнські некрополі Галицько-Волинських земель ХІ–XIV століть. Дис. Доктора філософії, 032 — історія та археологія. Гуманітарні науки. Львів: Інститут українознавства ім. І. Крип'якевича Національної Академії наук України, 2023.
Bogdanoviča Tatjana. The Representativeness of the Complex of Documents of the Daugavpils Jesuit Archive in the Context of Latgale (17th–18th Centuries). Rīga: Latvian University, 2024.
Smrž Pavel. The Trade Relations between the Hanseatic League, Livonia, Veliky Novgorod and Pskov from the 12th to the Early 16th Century. Praha: Univerzita Karlova, 2024.
Учасник стипендійних і грантових проектів у Німеччині, Польщі, Румунії, Словаччині, Угорщині, Франції, Чехії.

## Відомі учні
- Стасюк Андрій Євгенович (2016) тема кандидатської дисертації: «Місіонерська діяльність Ордену францисканців на Русі XIII – першої третини XV ст.»
- Тимар Ірина Іванівна (2021) тема кандидатської дисертації: «Образ половців у польській історичній думці ХІ–ХV ст.»
- Кардаш Остап Назарович (2024) тема кандидатської дисертації «Латинська та кирило-мефодіївська церковні традиції ІХ-ХІ ст.: східний фронтир канонічного протистояння»
- Джус Юрій Ярославович (2012) тема магістерської роботи: «Орден тамплієрів в Центральній Європі наприкінці ХІІ – на початку ХІV століття (на прикладі Угорщини і Польщі)»[9]

## Наукові інтереси
Досліджує русько-угорські, русько-польські, русько-чеські відносини ІХ–XIV ст. Особливу увагу приділяє пошуку окреслених руськими (Ruthenus) поселенців у сусідніх Русі країнах латинського світу. До сфери наукових зацікавлень Мирослава Волощука входить вивчення історії давнього Галича та Галицької землі (до кінця XVIII ст.), історія королівства Русі ХІІІ — першої чверті XV ст., історія Станиславова та Станиславівської фортеці (до початку ХІХ ст.).

## Публікації
Автор двох одноосібних монографій: 
- Волощук Мирослав. «Русь» в Угорському королівстві (ХІ — друга половина XIV ст.): суспільно-політична роль, майнові стосунки, міґрації / [відп. ред. Л. В. Войтович]. Івано-Франківськ: Лілея-НВ, 2014. 496 с.
- Voloshchuk Myroslav. Ruthenians (the Rus’) in the Kingdom of Hungary, 11th to Mid-14th Centuries. Settlement, Property, and Socio-Political Role / [translated by Yaroslav Prykhodko] [in:] East Central and Eastern Europe in the Middle Ages, 450—1450 / [General Editors Florin Curta and Dušan Zupka]. Leiden; Boston: Brill, 2021. Vol. 76. 347 p.

Упорядник книги Чеслава Хованця (1899—1968) «Historia twierdzy Stanisławowskiej 1662—1812» (Iwano-Frankiwsk: Ladex, 2018. 316 s.)
Ключові статті:
- Rusini w miastach śląskich w XII–XIV wieku // VI Kongres mediewistów polskich / pod red. Wojciecha Iwańczaka, Stanisława Rosika, Przemysława Urbańczyka. Wrocław : Chronicon, 2022. T. 5 : Polska i jej sąsiedzi w dobie średniowiecza. Kultura umysłowa, życie społeczne, polityka. S. 101–113.
- Galich, was it a real (part of) Rus’? // Constantine’s Letters. 2021. Vol. 14. Issue 2. P. 37–50.
- Кого відправляли угорські королі ХІІ–ХІІІ ст. in variis legacionibus nostris in Rutheniam: родинна належність та соціальне становище // Colloquia Russica / [pod red. V. Nagirnego]. Kraków : Uniwersytet Jagiełłoński, 2021. Series I. Vol. 10 : Dypłomacja Rusi średniowiecznej (X–XVI w.). Publication from the 10th International Scientific Conference, October 9–11, Krakow, Poland. S. 103–131.
- Русини-міщани малопольських міст XIII–XIV ст.: проблеми пошуку та ідентифікації // Український історичний журнал. 2021. № 2. С. 19–28.
- The Court of Rostyslav Mykhailovych, Prince and Dominus of Machou, in Hungary (an Excerpt from a Family History Between the Late 13th and Mid 14th Centuries) // Journal of Vasyl’ Stefanyk PreCarpathian National University. Series of Social and Human Sciences. 2020. Vol. 7 (2). S. 41–49.
- Руські бранці Арпадів та угорські бранці Рюриковичів ХІ–ХІІІ ст.: порівняльний аспект // Byzantinoslovaca. Bratislava, 2020. R. VII. S. 121–133.
- The Principles of Ancient Rzeczpospolita Formation: The Medieval Ruthenian Dimension // The Polish-Lithuanian Commonwealth. History, Memory, Legacy / by Andrzej Chwalba and Krzysztof Zamorski. New–York: London : Routledge, 2020. P. 41–59.
- Ruthenian-Polish matrimonial relations in the context  of the inter-dynastic policy of the house of Rurik in the 11th–14th centuries: selective statistical data // Codrul Cosminului. 2019. Vol. XXV. № 1. P. 95–126.
- Мовою джерел? Термінологічні аспекти історіографічного державонайменування на прикладі Галицької землі Х–XIV ст. // Colloquia Russica / за ред. В. Нагірного і М. Волощука. Івано-Франківськ ; Краків : Лілея НВ, 2018. Series II. Vol. 4 : Середньовічна Русь: проблеми термінології. С. 265–295.
- Католицькі єпископи з династії Рюриковичів у XII–XIV століттях // Colloquia Russica / pod red. V. Nagirnego. Kraków : Uniwersytet Jagiełłoński, 2018. Series I. V. 8 : Religions and beliefs of Rus’ (9th–16th centuries). Publication from the 8th International Scientific Conference, Lviv, 5th–8th November, 2017. S. 291–302.
- Галицькі князі та знать у відносинах із Литвою ХІІ–XIV ст. // Український історичний журнал. 2018. № 4. С. 4–19.
- Ruthenian-Hungarian matrimonial connections in the context of the Rurik dynasty inter-dynasty policy of the 10TH–14TH centuries: selected statistical data // Codrul Cosminului. 2018. Vol. XXIV. № 3. S. 7–30.
- W kwestii obecności Rusinów na dworze księżnej Grzymisławy wdowy (1227–1258) po księciu krakowsko-sandomierskim Leszku Białym // Tractu temporis. Ludzie regiony fakty. Księga jubileuszowa dedykowana Dr hab. Prof. UŁ Tadeuszowi Nowakowi / red. Tadeusz Grabarczyk, Anna Kowalska-Pietrzak. Łódź ; Wieluń : Wieluńskie Towarzystwo Naukowe, 2018. S. 25–65.
- Князь і король Данило Романович у житті міста Галича ХІІІ сторіччя // Галич: збірник наукових праць / за ред. М. Волощука. Івано-Франківськ : Лілея НВ, 2017. Вип. 2 : До 650-ї річниці магдебурзького права в Галичі. С. 127–146.
- Руські переселенці в Угорщині XII–XIV ст.: обов’язки та соціальне становище // Український історичний журнал. 2012. № 4. С. 21–34.

## Захоплення
Володіє кількома іноземними мовами: латинь, російська (С2), польська (С1), угорська і англійська (B2), словацька (B1). Автор перекладів праць з цих мов у збірнику наукових праць «Галич» (2016—2023), що виходить за редакції М. Волощука (перша серія із 2021 р. за редакції Андрія Стасюка) в рамках роботи Центру медієвістичних студій. Зокрема підготовлено переклад публікацій угорського історика японського походження Сенґи Тору під назвою «Галич, Галицька та Руська землі у взаємовідносинах з Угорщиною ХІ–ХІІІ століть» (2020), угорської професорки Печського університету Марти Фонт «Галич у системі русько-угорських відносин ХІ–ХІІІ ст.» (2021) та угорського історика, лікаря за освітою, Мора Вертнера (1848–1921) «Галицька земля – Русь – Угорщина (Х–XIV ст.): проблеми генеалогії та просопографії» (2024)
Із 2009 р. займається джиу-джитсу (сенсей — Сергій Васильович Іванишин). Володіє коричневим поясом.

## Нагороди
- «Молодий вчений року» Івано-Франківської обласної державної адміністрації (2006)[2]
- Урядова нагорода Угорщини «PRO CULTURA HUNGARICA» (2016)[2]
- Ювілейна медаль Івано-Франківської обласної ради «Галичу — 1125» (2023)
- Подяка Національного заповідника "Давній Галич" (2024)